# Ken Kratz
Kenneth R. Kratz (Milwaukee, Wisconsin, 1960 of 1961) is een voormalig Amerikaans advocaat en 'district attorney' (vergelijkbaar met officier van justitie) in Calumet County. Kratz verwierf internationale bekendheid door zijn rol in de documentaire-serie Making a Murderer, waarin hij hoofdpersonen Steven Avery en Brendan Dassey aanklaagt voor de moord op fotografe Teresa Halbach. Kratz won de zaak en Avery en Dassey werden veroordeeld tot levenslang. De documentaire tracht aan te tonen dat de veroordelingen mogelijk onterecht zijn. Kratz heeft altijd beweerd dat de rechtszaak eerlijk is verlopen en dat de daadwerkelijke schuldigen achter de tralies zitten.
Kratz is auteur van een boek over de zaak Avery. In het boek schrijft hij onder andere over bewijsstukken die de documentaire-serie achterwege heeft gelaten. Kratz verschijnt ook in de serie Convicting a Murderer, de tegenhanger van Making a Murderer.
Kratz heeft een zoon uit een eerder huwelijk en is getrouwd met Leah.

## Carrière
Kratz is geboren in Milwaukee, Wisconsin. Later verhuisde hij naar Onalaska, Wisconsin.
Nadat Kratz diploma's had behaald aan de Universiteit van Wisconsin-Whitewater en een rechtenstudie in Marquette ontving hij in 1985 een vergunning om rechten uit te oefenen in de staat Wisconsin. Zijn specialiteit was drugs-gerelateerde zaken. Na meerdere functies uitgeoefend te hebben in La Crosse werd Kratz in 1992 benoemd tot district attorney van Calumet County. In 1993 verwierf Kratz een zetel bij de Raad voor Slachtofferrechten en in 1996 werd hij voorzitter van de Wisconsin District Attorneys Association.

### Rechtszaak voor de moord op Teresa Halbach in 2005
Kratz werd benoemd tot 'special prosecutor' en leidde het drietal advocaten dat de aanklagende partij vormde in de zaken tegen Steven Avery en Brendan Dassey. De zaak speelde zich af in het aangrenzende Manitowoc County, maar vanwege een lopende civiele zaak van Avery tegen Manitowoc County had Manitowoc County aan alle ambten verzocht zich terug te trekken uit de zaak. Ambten zoals sheriff, lijkschouwer en district attorney werden daarom vervuld door personen uit Calumet County. Omdat Calumet County slechts een klein politiekorps had met weinig getrainde bewijsstuktechnici en de zaak tegen Avery bijzonder groot was (vanwege het grote terrein waarop Avery woonde) werd besloten dat Calumet gebruik mocht maken van getrainde bewijsstuktechnici en andere middelen van Manitowoc en andere nabijgelegen county's, een gegeven dat Avery zou gebruiken in een poging aan te tonen dat Manitowoc County bewijsstukken zou hebben kunnen planten op zijn terrein.
In 2007 verschenen de zaken van Avery en Dassey voor de jury. Kratz won beide zaken en beide mannen werden veroordeeld tot levenslang.

### Sextingschandaal in 2009
In 2009 werd Ken Kratz beschuldigd van sexting door een van zijn cliënten die hij op dat moment bijstond in een zaak tegen haar ex-partner. De cliënt meldde dit bij de politie in Kaukauna omdat ze bang was dat Kratz haar niet langer zou bijstaan als zij niet meeging in zijn sexting berichten. Kratz ontkende de aantijgingen niet. Nadat er een onderzoek werd gestart naar Kratz' sexting gedrag kwamen er meer vrouwen naar voren die beweerden hetzelfde te hebben meegemaakt met Kratz. In oktober 2010 legde Kratz zijn functie als district attorney neer en vroeg hij een faillissement aan. Kratz ging in behandeling voor zijn gedrag naar vrouwen.

## In de media
Eind 2015 verscheen de Amerikaanse web documentaire-serie Making a Murderer op Netflix. De serie focust zich op de destijds van moord verdachte Steven Avery, die werd aangeklaagd door Ken Kratz, en probeert aan te tonen dat Steven Avery onschuldig is. Ken Kratz heeft middels meerdere televisieprogramma's, podcasts en een boek gereageerd op de suggesties gemaakt in de serie. Over het algemeen beweert Kratz dat de serie veel informatie weglaat zodat er een verhaal verteld kan worden waarin Avery onschuldiger lijkt. Al het bewijs tezamen, dus ook het bewijs dat de serie niet zou hebben laten zien, zou volgens Kratz uitsluiten dat Avery onschuldig kan zijn.
Kratz verschijnt ook in de tegenhanger van Making a Murderer genaamd Convicting a Murderer.